# Hiroki Endō
Hiroki Endō (jap. 遠藤 浩輝 Endō Hiroki; ur. w 1970 r. w prefekturze Akita) – japoński mangaka. 
Ukończył Musashino Art University. Twórca m.in. mangi science-fiction – Eden: It's an Endless World!.

## Mangi
- Eden: It's an Endless World!
- Hiroki Endo Short Stories
- Meltdown
- All Rounder Meguru
- Hantei Shiai Jōtō!